# Kodagu (langue)
Pour les articles homonymes, voir kfa.
Le kodagu (ou kodava, autonyme, koḍagï) est une langue dravidienne, parlée par environ 122 000 Kodavas qui vivent  dans le district de Kodagu situé dans l'État de Karnataka, en Inde.

## Phonologie
Les tableaux présentent les phonèmes vocaliques et consonantiques du kodagu. Il faut noter que les fricatives š [ʃ] et ś [ʂ] n'appartiennent pas au système phonétique original du kodagu et sont restreints aux mots d'emprunts du sanskrit.

### Voyelles
|         | Antérieure    | Centrale      | Postérieure   |
| ------- | ------------- | ------------- | ------------- |
| Fermée  | i [i] iː [iː] | ï [ɨ] ïː [ɨː] | u [u] uː [uː] |
| Moyenne | e [e] eː [eː] | ë [ə] ëː [əː] | o [o] oː [oː] |
| Ouverte |               | a [a] aː [aː] |               |

### Consonnes
|              |              | Bilabiales | Dentales | Alvéolaires | Alvéolaires | Alvéolaires | Rétrofl. | Vélaires | Glottales |
| ------------ | ------------ | ---------- | -------- | ----------- | ----------- | ----------- | -------- | -------- | --------- |
| Centrales    | Latérales    | Bilabiales | Dentales | Palatales   |             |             | Rétrofl. | Vélaires | Glottales |
| Occlusives   | Sourdes      | p [p]      | t [t̪]    |             |             |             | ṭ [ʈ ]   | k [k]    |           |
| Occlusives   | Sonores      | b [b]      | d [d̪]    |             |             |             | ḍ [ɖ ]   | g [ɡ]    |           |
| Affriquées   | Sourdes      |            |          |             |             | c [ t͡ʃ ]    |          |          |           |
| Affriquées   | Sonores      |            |          |             |             | j [ d͡ʒ]     |          |          |           |
| Fricatives   | Sourdes      |            |          | s [s]       |             | š [ ʃ ]     | ś [ʂ]    |          | h [h]     |
| Fricatives   | Sonores      | v [v]      |          |             |             |             |          |          |           |
| Nasales      | Nasales      | m [m]      |          | n [n]       |             | ñ [ ɲ]      | ṇ [ɳ]    | ṅ [ŋ]    |           |
| Liquides     | Liquides     |            |          |             | l [l]       |             | ḷ [ɭ ]   |          |           |
| Roulées      | Roulées      |            |          | r [r]       |             |             |          |          |           |
| Semi-voyelle | Semi-voyelle |            |          |             |             | y [ j]      |          |          |           |

## Sources
- (en) R. Balakrishnan, 1976, Phonology of Kodagu with Vocabulary, Annamalainagar, Annamalai University.
- (en) R. Balakrishnan, 1977, A Grammar of Kodagu, Annamalainagar, Annamalai University.